# Bernhard Christoph Ludwig Natorp

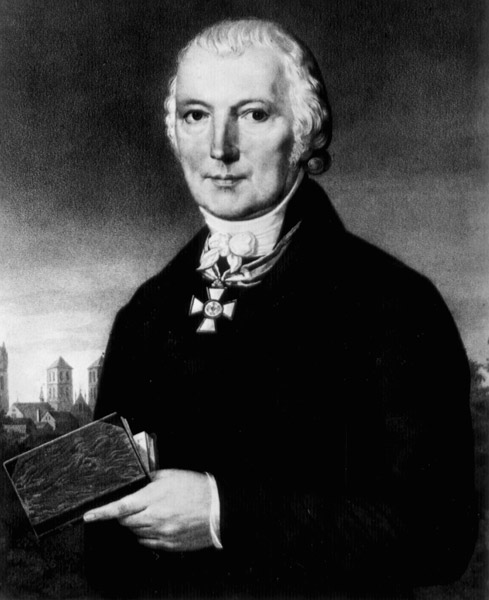
Ludwig Natorp

Bernhard Christoph Ludwig Natorp (* 12. November 1774 in Werden; † 8. Februar 1846 in Münster) war ein deutscher Pädagoge, evangelischer Geistlicher und liberaler Schulverwaltungsbeamter in Preußen.

## Leben
Natorp war ein Sohn des lutherischen Pfarrers Johann Heinrich Bernhard Natorp. Nach dem Besuch des Gymnasiums in Wesel studierte er von 1792 bis 1794 an der Friedrichs-Universität Halle Evangelische Theologie. 1794 wurde er Mitglied des Corps Guestphalia Halle. Einer kurzen Anstellung als Lehrer folgte 1796 der Antritt einer Pfarrstelle in Hückeswagen. 1798 wechselte er in die lutherische Gemeinde  in Essen.
Durch sein auf die Reform der Schulen gerichtetes Engagement und erste pädagogische Schriften hatte sich Natorp bereits als Prediger den Ruf eines Schulexperten erworben. 1804 wurde ihm das Kommissariat über den Bochumer Schulkreis übertragen. Wilhelm von Humboldt berief ihn 1809 aus Essen als Oberkonsistorial- und Schulrat in die Regierung der Mark Brandenburg. In Potsdam war er zugleich beratendes Mitglied der neu geschaffenen Sektion für den Kultus und öffentlichen Unterricht. In den Jahren der Preußischen Reformen arbeitete er im Auftrag von Johann Wilhelm Süvern die das Elementarschulwesen betreffenden Teile des preußischen Schulgesetzentwurfs von 1819 aus. Zur selben Zeit reorganisierte er unter den Bedingungen enormer Finanzknappheit die Elementarschullehrerbildung der Kurmark und späteren Provinz Brandenburg. Erfolg hatte hierbei besonders die Einrichtung eines landesweiten Netzes von Schullehrerkonferenzgesellschaften.
Bei der Errichtung eines Oberkonsistoriums für die Provinz Westfalen in Münster im Jahr 1816 wurde Natorp zum Oberkonsistorial- und Schulrat berufen und hatte zugleich die zweite Pfarrstelle in der evangelischen Gemeinde in Münster inne. Bei der ersten gesamtwestfälischen Synode in Lippstadt amtierte er als Präses. In den Jahren der Restauration gehörte er zu jenen liberalen Verwaltungsbeamten, die dafür sorgten, dass die restaurativen Tendenzen nie ungebrochen die Schulrealität erreichten. 1836 erhielt er zusätzlich zu seinen sonstigen Aufgaben das Amt des Vizegeneralsuperintendenten der Kirchenprovinz Westfalen.
Aus Natorps 1796 geschlossenen Ehe mit Christiane Heintzmann (1771–1847) aus Wetter gingen sechs Kinder hervor, von denen Gustav Ludwig Natorp (1797–1864, der Großvater von Paul Natorp) und Alfred Reinhold Natorp (1806–1885) ebenfalls Pfarrer wurden. Die Tochter Mathilde Charlotte (1800–1871) heiratete 1821 den Pfarrer Johann Heinrich Jakob Nonne (1789–1856).
Natorp tritt in seinen Werken als Eklektizist aufgeklärter und neuhumanistischer Denker auf. Er gilt nicht nur als Verfechter einer für die Zeit anspruchsvollen seminaristischen Volksschullehrerbildung, sondern auch als ein „Wegbereiter der Musikdidaktik“ (Weyer). 1830 wurde er von der Universität Bonn mit der theologischen Ehrendoktorwürde ausgezeichnet.

## Schriften
- Einige Predigten über das Buch Ruth (1803). Digitalisierte Ausgabe der Universitäts- und Landesbibliothek Düsseldorf
- Predigten und Reden an Festtagen und bey besonderen Gelegenheiten. Schreiner, Düsseldorf 1803. Digitalisierte Ausgabe
- Grundriß zur Organisation allgemeiner Stadtschulen (1804).
- Briefwechsel einiger Schullehrer und Schulfreunde, Band 1–3 (1811, 1813, 1816).
- Anleitung zur Unterweisung für Lehrer in Volksschulen (1813).
- Andreas Bell und Joseph Lancester. Bemerkungen über die von denselben eingeführte Schuleinrichtung, Schulzucht und Lehrart (1817).